# Bahçelievler, Yazıhan
Bahçelievler là một xã thuộc huyện Yazıhan, tỉnh Malatya, Thổ Nhĩ Kỳ. Dân số thời điểm năm 2011 là 416 người.